# Witwenhaus (Oettingen)
Das Witwenhaus der Oberhofmeisterin Freifrau Maria Barbara von Neuhaus befindet sich im Entengraben 30 in Oettingen in Bayern, einer Stadt im schwäbischen Landkreis Donau-Ries von Bayern. Das Bauwerk ist beim Bayerischen Landesamt für Denkmalpflege in der Liste der Baudenkmäler in Oettingen in Bayern als Baudenkmal unter der Nr. D-7-79-197-13 eingetragen.

## Allgemeines über Witwenhäuser
Witwenhäuser oder Witwenstifte waren spezielle Wohnhäuser oder Einrichtungen für hinterbliebene Ehefrauen von Geistlichen, Adeligen oder Mitgliedern städtischer Zünfte. Finanziert wurden sie häufig von Kirchen oder wohlhabenden Stiftern, die der pietistischen Lehre zugeneigt waren. Entstanden sind sie vor allem für Frauen ohne eigene Versorgung, deren Anspruch auf Amts- oder Dienstwohnungen mit dem Tod des Ehemannes erlosch. Die Häuser dienten der sozialen Absicherung, da nicht alle Witwen aus ehemals gehobenen Verhältnissen über eigene Einkünfte verfügten. Die ständische Heiratspraxis jener Zeit führte zudem oft dazu, dass Frauen an den Wohnort des Ehemannes zogen und damit ihr familiäres Umfeld und ihr soziales Netz verließen. Starb der Mann, befanden sich viele in einer isolierten und prekären Lage, besonders wenn Morgengabe oder Widerlage nicht ausreichten. Verstärkt wurde diese Situation durch die im Adel geltende Primogenitur, die bis ins frühe 19. Jahrhundert den ältesten Sohn in der Erbfolge vor der Witwe berücksichtigte.
Witwenhäuser dienten als Schutznetz und boten diesen Frauen eine Möglichkeit, ihren Lebensabend in Würde zu verbringen. Diese Situation war gewissermaßen ein Problem der oberen sozialen Schichten. Umzüge in andere Regionen (Freizügigkeit) waren den unteren sozialen Schichten schon bedingt durch die Leibeigenschaft nur in Ausnahmefällen möglich und daher nicht verbreitet. Die Frauen verblieben daher meist ein Leben lang im Herrschaftsbereich ihres Leibherren und somit auch in ihrem familiären und dorfgemeinschaftlichen Umfeld. Für Witwen aus niedrigeren Ständen gab es im 17. und 18. Jahrhundert in der Regel keine institutionalisierten Einrichtungen wie Witwenhäuser oder Stifte, wie sie in städtischen oder adeligen Kreisen verbreitet waren. Stattdessen spielte dort die Familie und die Dorfgemeinschaft eine zentrale Rolle bei der Versorgung und Unterstützung von Witwen.

Obwohl der Pietismus in seiner Lehre eine gewisse Gleichheit aller Menschen betonte, hielt er in der Praxis häufig an der ständischen Ordnung fest. Soziale Hierarchien wurden selten infrage gestellt, und Einrichtungen wie Witwenhäuser blieben speziell in der Frühzeit ihrer Entstehung ständisch organisiert. Der Pietismus führte also nicht zu einer Aufhebung der Ständeordnung, sondern zu einer religiös-moralischen Durchdringung der bestehenden sozialen Strukturen. Das Prinzip „alle Menschen sind gleich vor Gott“ wurde im Pietismus oft durch den Zusatz „aber manche sind gleicher“ relativiert. Die soziale Unterscheidung nach Ständen begann sich erst ab der Mitte des 18. Jahrhunderts mit der Aufklärung allmählich aufzuweichen, wurde durch die Französische Revolution und die Industrialisierung weiter aufgelöst und verschwand rechtlich endgültig erst im frühen 20. Jahrhundert. Die Gründerin der Witwenhäuser in Oettingen und Ansbach, Maria Barbara von Neuhaus, erlebte diese Veränderungen nicht mehr. Sie verstarb 1733. Ihr Grab befindet sich in der Kirche von St. Gumpertus in Ansbach.

## Geschichte

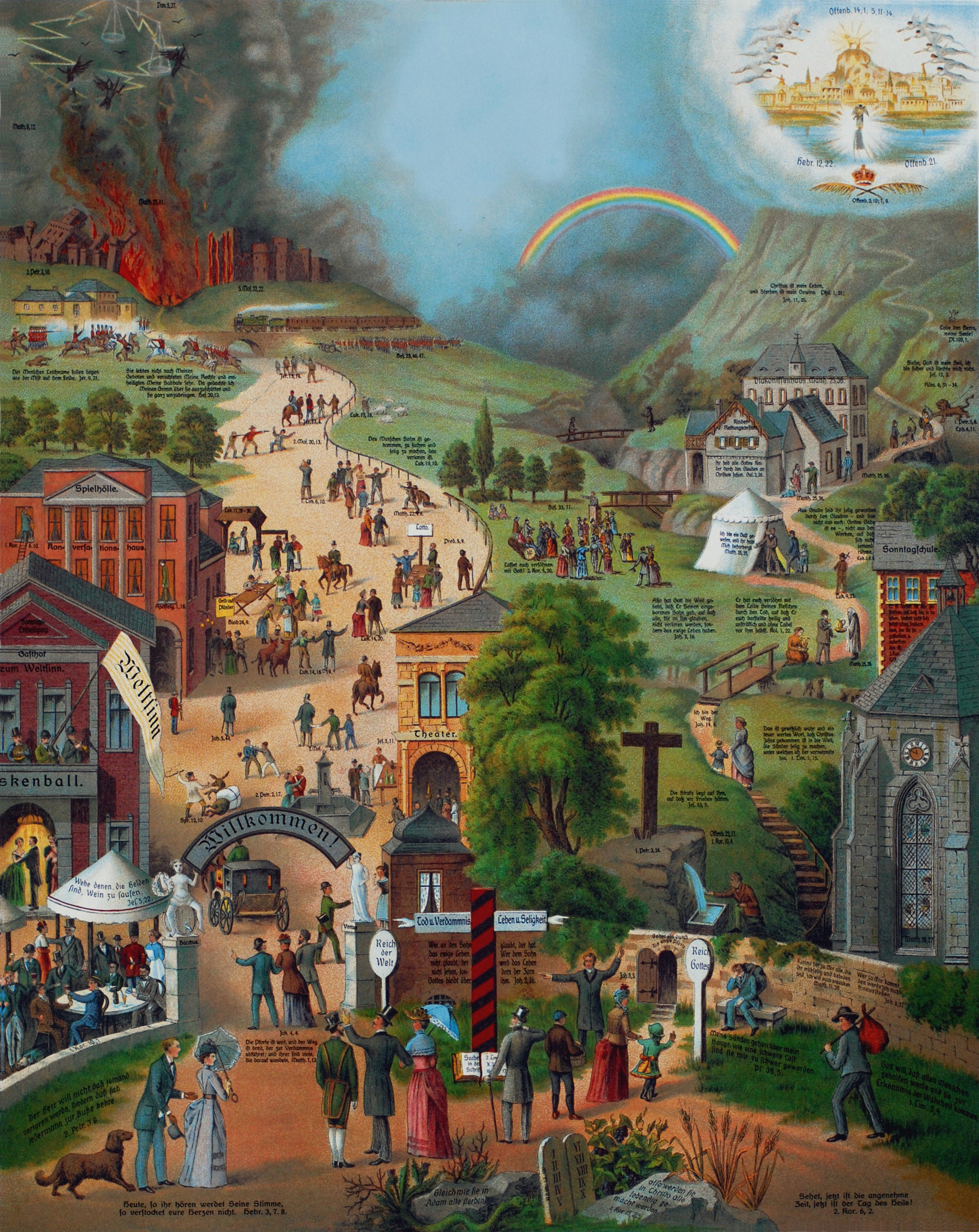
Der breite und der schmale Weg Verbildlichung des Pietismus nach Charlotte Reihlen

Am 8. Juni 1712 wurde in Oettingen im Entengraben 30 ein Witwenhaus fertiggestellt, das als eines der ersten seiner Art in Deutschland gilt. Die Gründerin, Maria Barbara von Neuhaus, war stark von den pietistischen Ideen Philipp Jakob Speners inspiriert, einem Schüler des im nahe gelegenen Cronheim geborenen Pfarrsohn und Gelehrten Johann Heinrich Boeckler. Diese Ideen setzte sie bereits zu ihrer Zeit am Hof von Nassau-Idstein (1696/97 bis 1701/02) in einer Stipendien-, einer Armen- und bereits auch dort in einer Witwenstiftung um. Spener und das Haus Nassau-Idstein standen während seines Aufenthalts in Frankfurt am Main nachweislich in Kontakt. Ihre enge Beziehung zu August Hermann Francke, einem Schüler Speners, dessen Witwenhaus in Halle 1706/07 gegründet wurde, verstärkte ihre Überzeugungen und könnte ebenfalls als Inspiration gedient haben um in Oettingen ein Witwenhaus zu errichten.
Das Anwesen umfasste sieben Kleinstwohnungen, von denen jede über eine eigene Stube, eine Kammer und einen Gartenanteil verfügte. Aufgrund von Feuchtigkeitsproblemen konnten die Wohnungen jedoch erst 1713 bezogen werden. Das Vorhaben wurde vollständig von Maria Barbara von Neuhaus finanziert.

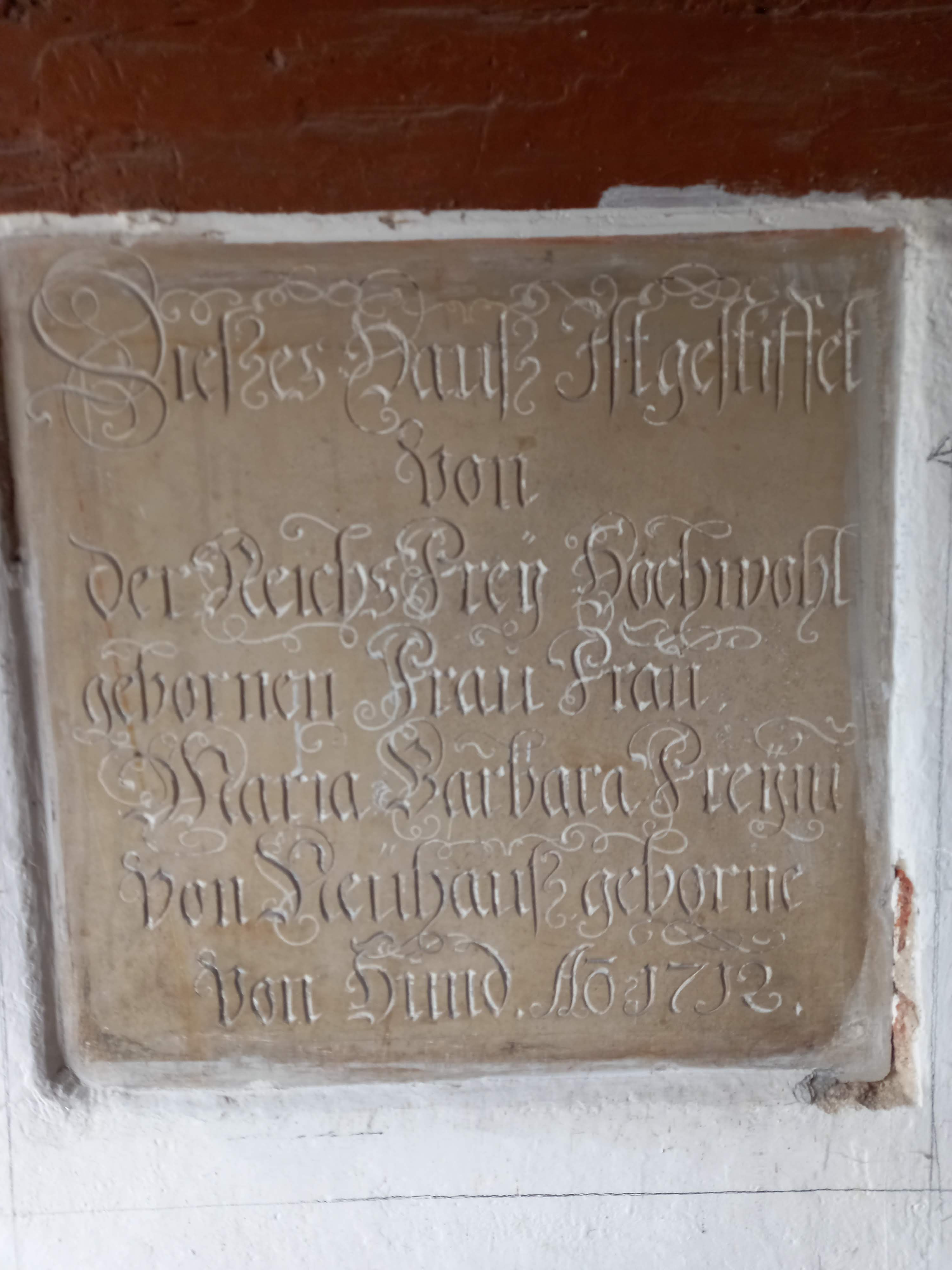
Gedenktafel an die Stifterin des Oettinger Witwenhaus Maria Barbara von Neuhaus

Dazu stattete sie die Stiftung mit einem Grundkapital von 2000 Rheinischen Gulden aus. Auch für die Versorgung der darin beherbergten Witwen sorgte sich die Stifterin durch Lehenseinkünfte, die sie zur Verfügung stellte. Den Grund auf dem das Witwenhaus errichtet wurde übergab der damalige Fürst Albrecht Ernst II. (Oettingen-Oettingen) am 10. Juni 1712 zur „Facilitirung [Erleichterung] dieses christlöblichen Vorhabens den jederzeit frey gewesenen Platz von unserm Hanfgarten vor dem mittlern Thor ohnfern der Aurach [Gemarkung im Südosten von Oettingen] für ganz frey ledig und eigen“. Diesen Befreiungsbrief erneuerte er am 21. Juni 1724 und verfügte darüber hinaus, „dass nehmlich im Fall, so doch Gott in Gnaden verhüten wolle, dieses Witwenhaus durch Brand oder Kriegsgefahr zu Grund gerichtet werden sollte, Sr. Hochfürstl. Durchl. durch allgemeine Collect und Aufsetzung der Schüßlen vor denen Kirchensthüren in dem Land auch sonsten zu dessen Wiedererbauung, hülfliche Hand leisten wollen.“
Die Bewohnerinnen hatten einer Hausordnung zu folgen die ein tägliches gemeinsames Gebet sowie Gesang vorsah. Auch war aus ausgesuchten Schriften, die teilweise von der Stifterin selbst verfasst wurden, zu lesen. Um in das Witwenhaus aufgenommen zu werden, mussten die Bewohnerinnen beim Eintritt 5 und nach weiteren fünf bis sechs Jahren 5 weitere Rheinische Gulden hinterlegen. Die Witwen waren von größeren Arbeiten und Aufgaben befreit, mussten jedoch kleinere Reparaturen in ihrer Wohnung selbst übernehmen. Auch das Kehren der Gasse gehörte zu ihren Aufgaben. Für die Reparaturen und Verbesserungen des Hauses wurden jährlich zehn Gulden aus dem Zinsertrag des Kapitals aufgewandt. Ein Oettinger Ratsmitglied sollte das Haus alle vier Wochen besuchen, um den Zustand zu prüfen und eventuelle Mängel zu beheben. Erster Vorsteher des Hauses war Generalsuperintendent, Oberhofprediger und Pfarrer von St. Jakob, Friedrich Heinrich Camerer (* 1663, † 1715) der auch dem Oettinger Waisenhaus vorstand. Camerer, ein Nachfahre des berühmten Gelehrten Joachim Camerarius der Ältere, gehörte zu den wesentlichen Unterstützern Maria Barbaras bei der Realisierung des Witwenhauses. Nach Camerer übernahm der Hochfürstliche Oettingische Generalsuperintendent Tobias Wasser die Leitung des Instituts, der wie die Gründerin des Witwenhauses, ein Verfechter der pietetischen Lehre war. In der Hausordnung wurde auch die Zusammensetzung der Witwen bestimmt, so „sollen sieben Witwen, darunter allezeit 2 geistliche und 2 fremde Witwen, auch eine ledige Person, sich befinden, in dem Hause wohnen auch darinnen bis an ihr Ende bleiben (es sey dann, daß eine sich ärgerlich und unchristlich aufführte, als in welchen Fall sie das Haus raumen muß) ein jegliche der sieben Witwen eine Stube und Kammer für sich eigen haben, und alleine bewohnen, im Fall aber der Krankheit ein Kind oder sonst jemand zur Pflege und Wart bey sich halten.“
Vom 20. bis 23. Februar 1718 besuchte August Hermann Francke Oettingen. Sein erster Besuch galt dem von Maria Barbara eingerichteten Witwenhaus. Am 23. Februar 1718 zog er weiter nach Ansbach, wo er mit Maria Barbara weitere Unterredungen führte.
Die Errichtung und Stiftung des Witwenhauses in Oettingen dienten gewissermaßen als Blaupause für das Witwenhaus in Ansbach, welches Maria Barbara von Neuhaus einige Jahre später im Jahr 1727 gemeinsam mit Freifrau Sophie Magdalena von Crailsheim ebenfalls realisierte. Nach einer Bilanz waren von der Eröffnung im Frühjahr 1713 bis 1760 bereits 29 Witwen aufgenommen worden, die bis auf eine Ausnahme von 5 Witwen im Witwenhaus, in der Gemeinschaft das zeitliche segneten.
Beim Luftangriff der 8th Air Force am 23. Februar 1945 der unter dem Decknamen „Operation Clarion“ auf die Zerstörung von Bahnhöfen, Brücken und Versorgungslinien abzielte, entging das Witwenhaus nur knapp seiner Zerstörung. In unmittelbarer Nachbarschaft wurde das Gebäude, welches südlich an das Grundstück grenzte (heute Ökonomiegebäude des Hauses Entengraben 28), vollkommen zerstört.
2025 wurde das Witwenhaus verkauft und befindet sich seither in privatem Besitz. Planungen zur umfangreichen Sanierung wurden eingeleitet.

## Architektur
Das 1712 im Frühklassizistischen Barockstil erbaute Gebäude ist ein zweigeschossiger Walmdachbau in Massivbauweise und einem Aufzugsgiebel in Fachwerkbauweise. Das Gebäude ist in fünf zu zwei Fensterachsen unterteilt. Durch seine bewusst schlicht gehaltene Bauweise sollte es eine gewisse architektonische Demut widerspiegeln. Auf aufwendigen Fassaden- oder Portalschmuck wurde bewusst verzichtet. Es zählt somit zu einem der ersten Gebäuden Deutschlands, welches im klassizistischen Baustil errichtet wurde.
Im Gebäudeinneren haben sich barocke Türportale weitestgehend erhalten. Die beiden Eingänge sind durch einen quer durch das Haus geführten Flez verbunden. Dort befindet sich gleich links vom Haupteingang ein Gedenkstein der Erbauerin. Die Inschrift lautet: „Dieses Haus ist gestiftet von der Reichs Frey hochwohl gebornen Frau Frau Maria Barbara Freyin von Neuhauß geborene von Hund. Ao 1712“. Im Dachgeschoss ist eine der ursprünglich sieben Witwenwohnungen weitgehend im Originalzustand erhalten. Neben einer schlichten Schlafkammer hat sich in der beheizbaren Stube die offene Feuerstelle in bemerkenswerter Originalität erhalten – ein seltener bauhistorischer Glücksfall.
Das Gebäude befindet sich heute in stark sanierungsbedürftigem Zustand. Eine umfassende Restaurierung durch eine Privatinitiative ist in Planung.

## Rezession
Das Öttinger Witwenhaus, gegründet im Jahr 1712 von der Stifterin Maria Barbara von Neuhaus, nimmt eine bemerkenswerte Rolle in der Sozialgeschichte des 18. Jahrhunderts ein. Es ist nicht nur als Wohltätigkeitsprojekt einer wohlhabenden Adligen zu verstehen, sondern auch als ein frühes Beispiel für systematische soziale Fürsorge in Süddeutschland. Die Stiftung dieses Witwenhauses war ein Ausdruck des damaligen sozialen Wandels und der zunehmenden Bedeutung von Wohltätigkeit als gesellschaftliche Aufgabe.
In der Verwaltungsstruktur, den Regeln, der Unterbringungsform in kleinen aber privaten Kleinstwohnungen und den Aufgaben des Hauses spiegeln sich sowohl religiöse Werte als auch die fortschreitende Professionalisierung der Sozialfürsorge und der Bewahrung einer gewissen Eigenständigkeit. Die Witwen, die im Witwenhaus lebten, erhielten nicht nur Unterkunft und Verpflegung, sondern auch eine jährliche Zuwendung aus den Zinsen des gestifteten Kapitals. Damit geht das Öttinger Witwenhaus über rein private Stiftungsformen hinaus und legt den Grundstein für spätere öffentlich zugängliche Sozialeinrichtungen. Diese Maßnahmen sind beispielhaft für eine Art von Pflege, die bis dahin in vielen Gegenden Süddeutschlands noch nicht institutionell etabliert war.
Die Stiftung war auch Ausdruck des pietistischen Engagements, das zu dieser Zeit in vielen Teilen des Heiligen Römischen Reiches, insbesondere in Fürstentümern wie Oettingen, zunehmend an Einfluss gewann und dem sich Maria Barbara von Neuhaus verschrieb. Ihre Stiftungen wie das Öttinger Witwenhaus verbanden die Unterstützung von Bedürftigen mit religiösem und moralischem Auftrag und waren ein Weg, gesellschaftliche Verantwortung zu übernehmen. Diese Einrichtungen wurden oft als moralische und spirituelle Projekte verstanden, bei denen die Witwen nicht nur materielle Unterstützung erhielten, sondern auch in ihren religiösen Pflichten gestärkt wurden.
Insgesamt kann das Öttinger Witwenhaus als ein frühes Beispiel für sozialstaatliche Verantwortung betrachtet werden, das über individuelle Almosen hinausgeht und die Grundlagen für systematische Wohltätigkeitsorganisationen im 18. Jahrhundert legte. Es stellt auch eine wichtige Quelle für das Verständnis der sozialen Strukturen der Zeit dar und zeigt, wie Wohltätigkeit und soziale Verantwortung in einer zunehmend urbanisierten und strukturierten Gesellschaft organisiert wurden.

## Denkmalschutz
Das Gebäude steht unter Denkmalschutz (Akten-Nr. D-7-79-197-13) und weist in weiten Teilen eine originale Bausubstanz aus der Erbauungszeit um 1712 auf. Aufgrund unterlassener Instandsetzungsmaßnahmen befindet es sich heute in einem stark sanierungsbedürftigen Zustand. Derzeit ist eine denkmalgerechte Gesamtsanierung durch eine Privatinitiative in Vorbereitung, die in Abstimmung mit dem Landesamt für Denkmalpflege, der Stadt Oettingen und der Heimatpflege erfolgen soll. Auch eine teilweise museale Nutzung des Gebäudes wird geprüft.

## Die Stifterin Maria Barbara von Neuhaus

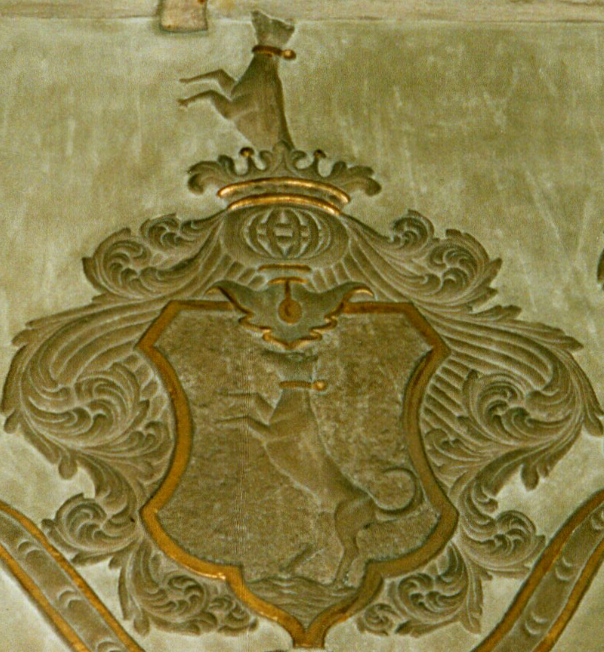
Wappen derer von Hundt

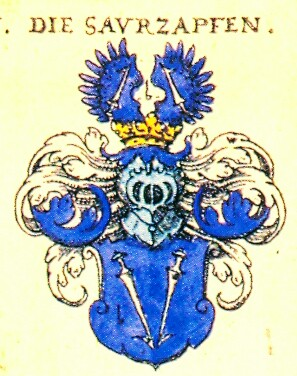
Wappen derer von Saurzapf

Maria Barbara von Neuhaus war eine geborene Freifrau von Hundt, einem zu Thumsenreuth ansässigen Adelsgeschlecht. Sie wurde am 25. Mai 1661 als Tochter von Johann Christoph Hundt von Thumsenreuth und Maria Elisabeth von Saurzapf auf Schloss Pillmersried geboren. Dieses Gut hatte Hans Ludwig Saurzapf seinem Schwiegersohn Christoph Hundt von Thumsenreuth als Heiratsgut übergeben. Dessen Gesuch an die Regierung, Hundt als Landsassen anzunehmen, wurde nicht entsprochen, „da sowohl Hundt als auch dessen Ehefrau, Tochter des Hans Ludwig Sauerzapf zu Pillmersried, lutherisch seien“. Darüber hinaus wurde Hundt auferlegt das Land binnen drei Monaten zu verlassen. Er musste seine kaum einjährige Tochter und seine Ehefrau zurücklassen und verstarb kurze Zeit darauf.
Nach dem Tod ihres Mannes zog Maria Elisabeth von Saurzapf im Jahr 1662 gemeinsam mit ihrer Tochter Maria Barbara zu ihrem Vater, Hans Ludwig Saurzapf (* 1595, † 1668), auf das Landsassengut Burggrub zurück. Aber auch dort blieben Mutter und Kind nicht lange. Vielleicht weil sich auch dort die Situation geändert hatte. Der Vater von Maria Elisabeth und Großvater von Maria Barbara, Hans Ludwig von Saurzapf, heiratete 1656 nach dem Tod seiner ersten Frau Anna Elisabeth Stenzing von Eichelberg, ein weiteres Mal. Seine zweite Frau Anna Magdalena Rütschel von Hartenbach, gebar ihm 1664 den ersehnten Stammhalter Erdmann Christoph Ludwig. 1668 verstarb Hans Ludwig von Saurzapf. Maria Elisabeth und ihre Tochter Maria Barbara zogen schließlich weiter in das mittelfränkische Pappenheim. Ob dieser Umzug mit der Wiederverheiratung ihres Vaters, seinem Tod, der Geburt des Stammhalters oder einer daraus resultierenden geänderten Erbfolge (Primogenitur) im Zusammenhang steht, ist nicht bekannt.
Zunächst konnte Maria Barbaras krängelnde Mutter, Maria Elisabeth, noch Einkünfte aus dem Besitz in Pillmersried geltend machen. Dies änderte sich jedoch in den 1680er Jahren, als die Regierung in Amberg Ansprüche auf die auf Pillmersried lastenden Nachsteuern erhob. Dies führte schließlich 1690 zum Verkauf des Guts.
Im Alter von 19 Jahren heiratete Maria Barbara von Hundt im Jahr 1680 den Freiherren Franz Carl von Neuhaus auf Höfen, der damals hochfürstlicher eichstättischer Rat und Pfleger der beiden Ämter Dollnstein und Mörnsheim war. Das Paar hatte gemeinsam vier Kinder, die jedoch alle im Kindesalter verstarben. Auch ihr Ehemann Franz Carl verstarb 1684 im Alter von nur 33 Jahren, noch bevor ihr viertes Kind geboren wurde.
Ab 1696/97 war Maria Barbara von Neuhaus als Oberhofmeisterin am Hof des Fürstenpaares Georg August Samuel von Nassau-Idstein und seiner Gemahlin Prinzessin Henriette Dorothea von Oettingen-Oettingen tätig. Bereits während ihrer Zeit am Nassau-Idsteinischen Hof trat Maria Barbara als Stifterin für Bedürftige hervor.
Wohl auf Wunsch oder Empfehlung von Henriette Dorothea von Oettingen-Oettingen wechselte Maria Barbara 1702 (1701) in gleicher Tätigkeit an den Hof von Oettingen, wo sie 10 Jahre dem Hause Oettingen-Oettingen treue Dienste leistete. Ihre Fürsorge galt dort nicht alleine der Fürstenfamilie, sie kümmerte sich, wie bereits zuvor in Idstein, ebenfalls um Bedürftige zu denen sie auch Witwen zählte. Sie unterstützte auch die Gründung des Oettinger Waisenhauses (Nördlinger Straße 6, Denkmal Nr. D-7-79-197-74), welches 1714 fertiggestellt wurde, mit beträchtlichen Spenden. Darüber hinaus finanzierte sie den Bau des ersten Witwenhauses welches 1712 in Oettingen fertiggestellt wurde. Während ihrer Zeit in Oettingen baute sie Beziehungen zum Hallenser Pietismus auf, die sie während ihre Folgetätigkeit im Markgräflichen Haus in Ansbach weiter vertiefte.
Wie bereits zuvor in den Fürstenhäuser von Nassau-Idstein und Oettingen-Oettingen, übte Maria Barbara am Hof in Ansbach für den Markgrafen Wilhelm Friedrich von Brandenburg-Ansbach und dessen Ehefrau Christiane Charlotte von Württemberg-Winnental das Amt der Oberhofmeisterin aus. Dort war sie unter anderem für die Erziehung der Kinder des Markgrafenpaares, im Besonderen des 1712 geborenen Karl Wilhelm Friedrich, des späteren sogenannten „Wilden Markgrafen“ zuständig. 1722 verabschiedete sich Maria Barbara aus ihren Diensten als Oberhofmeisterin in den Ruhestand. 1727 gründete sie auch in Ansbach, gemeinsam mit Freifrau Sophie Magdalena von Crailsheim, ein weiteres Witwenhaus nach Oettingischem Vorbild und verstarb 1733 im Alter von 72 Jahren.

### Abstammung

#### Väterlicher Seits
1. Hans Jakob Hundt von Thumsenreuth ⚭ Maria Salome von Wenkheim[24]
  1. Wolf Ernst Hundt von Thumsenreuth (1640/42 belegt durch einen Überfall gemeinsam mit seinem Bruder Johann Christoph[25] und durch eine Heirat 1649 namentlich belegt)
  2. Johann Christoph von Hundt auf Thumsenreuth († 1662) ⚭(1656) Maria Elisabeth von Saurzapf (* 25. März 1629 in Regensburg, † 26. Februar 1702 in Pappenheim)
    1. Maria Barbara (* 25. Mai 1661 auf Schloss Pillmersried, † 1733) ⚭(Jan. 1680) Freiherr Franz Carl von Neuhaus auf Höfen[Anm. 4] (* 1651, † 18. August 1684).
      1. Vier Kinder (alle im Kindesalter noch vor 1687 verstorben).[26]

  3. Hans Gottfried von Hundt auf Thumsenreuth (urkundlich durch Erbvergleich)[27]
  4. Anna Elisabeth von Sazenhofen auf Püchersreuth (urkundlich durch Erbvergleich)[28]
  5. Georg Sigmund von Hundt auf Thumsenreuth (Untersuchung wegen unehelicher Kinder des Hans Gottfried, des Wolf Ernst und des vorgenannten)[29]

#### Mütterlicher Seits
(ohne jeweilige Nebenlinien)
1. Conrad II. Saurzapf (* ca. 1280/85, † 13.5.1354 in Nabburg) ⚭ N. Rütz von Nabburg
  1. Friedrich III. Saurzapf (* ca. 1310/15, † vor 1372 in Nabburg)
    1. Friedrich IV. (* ca. 1345) ⚭ Agnes Reynlin aus Nabburg
      1. Paul I. Saurzapf (* ca. 1375 in Nabburg, † 29.9.1423 ebenda) ⚭ Margarethe von Gronau († 1466)
        1. Jakob I. Saurzapf (* ca. 1405 in Nabburg, † 1478 in Sulzbach ⚭ 1) Helene Holzschuher († 8.11.1464); 2) ⚭ Kunigunde Talkner von Sessenrieth
          1. 2) Sebald (* ca. 1468, † ca. 1535/40), vermutlich der Stammvater des Franz Carl von Neuhaus (Ehemann der Maria Barbara)[Anm. 5]
          2. 1) Paulus Saurzapf, Bürgermeister zu Amberg (* ca. 1458 † 1504) ⚭ Anna Hornung (ermordet 1519 zu Amberg)
            1. Wolfgang I. Saurzapf (* 1489 † 10.1.1561) ⚭ Beatrix von Baumgarten (* 1487 † 7.3.1561)
              1. Hans Saurzapf der Jüngere (* ca. 1525 † 1602) ⚭ Agnes Anna Pfinzing von Haunritz
                1. Veit Hans I. (* um 1560 † 23.5.1613) ⚭ Barbara Kastner von Unterschnaittenbach (* 1569 † 1603)
                  1. Hans Ludwig Saurzapf (* 1591 in Waidhaus; † 1668) ⚭1623 1) Anna Elisabeth geb. Stenzing von Eichelberg; 2) ⚭1656 Anna Magdalena Rütschel von Hartenbach
                    1. 1) Maria Elisabeth (25. März 1629 getauft in Regensburg einzige überlebende Tochter ⚭1656 Hans Christoph von Hundt auf Thumsenreuth
                      1. Maria Barbara (* 25. Mai 1661 auf Schloss Pillmersried, † 1733) ⚭(Jan. 1680) Freiherr Franz Carl von Neuhaus auf Höfen (* 1651, † 18. August 1684)

                    2. 1) Johann Christioph (22. Juli 1630 getauft in Regensburg, † 4. Nov. 1630 ebenda)
                    3. 1) Thomas Ludwig (23. Dezember 1631 getauft in Neustadt am Kulm, † vor 1664)
                    4. 1) Sigmund Ludwig (gefallen 1648 vor Prag)
                    5. 1) Hans Georg (gefallen † vor 1664)
                    6. 1) Tochter (früh gestorben, † vor 1664)
                    7. 1) Tochter (früh gestorben, † vor 1664)
                    8. 1) Hans Ludwig II., (starb im Alter von 19 Jahren auf Burggrub)
                    9. 2) Tochter (früh gestorben)
                    10. 2) Erdmann Christoph Ludwig (* 1664, † 1715) ⚭ Eva Barbara Raab von Schönwald (12 Kinder)

### Werke als Dichterin
- „Geistlichen Lieder über die sieben Blutvergiessungen Christi Jesu, der ganzen Welt Heyland“ (teilweise angezweifelt)
- „Gebet in dem zu Oettingen gestifteten Witwenhaus täglich zu sprechen“, Ansbach 1716.
- „Gebet in dem Witwenhaus zu Anspach täglich zu sprechen“, Ansbach 1727.
- „Andächtige Gebete und Litaneyen auf alle Tage in der Wochen eingerichtet“, Ansbach 1728.

### Stiftungen
- Dollnstein: Witwenstiftung[31]
- Pappenheim: Witwenstiftung[32]
- Idstein:

1. Stipendienstiftung[33]
2. 600 Gulden zur Unterstützung von Witwen und Waisen in der Stadt Idstein[34]
3. Stiftung zur Versorgung der Armen im Oberamt Idstein[35]

- Oettingen: Witwenstiftung, 1712[36]
- Ansbach: Witwenstiftung, 1728[37]
- Ansbach: Stiftungen zur materiellen Versorgung von jährlich fünf verwaisten Konfirmanden.[38]